# Óscar Magurno Souto
Óscar Magurno Souto (nascut a Montevideo) és un polític i dirigent uruguaià que pertany al Partit Colorado.
Com a membre d'una família molt humil, va començar a treballar als 13 anys. Al cap de poc va ingressar a l'Associació Espanyola Primera de Socors Mutus, on va fer la seva trajectòria com a administrador hospitalari. Va organitzar el primer servei de farmàcia mutual del país.
Militant del Partit Colorado, va acompanyar l'expresident Jorge Pacheco Areco; va ser elegit diputat el 1984 i el 1989. El 1994, es va desvincular del sector de la Unión Colorada y Batllista, i es va adherir al Fòrum Batllista. En l'àmbit d'aquest nou sector, va ser una vegada més elegit diputat el 1999; també es va postular, sense èxit, a la Intendència Municipal de Montevideo.
Ha treballat com dirigent esportiu al club de bàsquet uruguaià Welcome i al Club Nacional de Football.